# The Mind’s I
The Mind’s I – trzeci album studyjny szwedzkiego zespołu melodic death metalowego Dark Tranquillity. Wydawnictwo ukazało się 21 kwietnia 1997 roku nakładem wytwórni muzycznej Osmose Productions.

## Powstanie
Przy okazji następcy albumu The Gallery, zespół chciał nieco uprościć swoją muzykę i ograniczyć się do tego co najważniejsze. Utwory na The Mind’s I odznaczają się prostszymi i cięższymi kompozycjami o niższym strojeniu gitar.
Nagrania odbyły się latem 1996 roku w Studio Fredman w Göteborgu we współpracy z Fredrik'iem Nordström'em. Fredrik ponadto nagrał partie na instrumentach klawiszowych na albumie. Gościnnie w nagraniach wziął udział były wokalista grupy, Anders Fridén, przyszły basista Michael Nicklasson oraz wokalistka Sara Svensson. W trakcie sesji do The Mind’s I nagrane zostały również utwory z minialbumu Enter Suicidal Angels. Do utworów "Zodijackyl Light" i "Hedon" nakręcono teledyski.
W 2004 roku Osmose Productions wydało reedycję albumu z lekko zmienioną okładką, dodatkowymi utworami z EPki Enter Suicidal Angels oraz teledyskami do "Zodijackyl Light" i "Hedon".

## Lista utworów
Opracowane na podstawie materiału źródłowego.
| Nr  | Tytuł utworu             | Słowa                | Muzyka                           | Długość |
| --- | ------------------------ | -------------------- | -------------------------------- | ------- |
| 1.  | „Dreamlore Degenerate”   | Mikael Stanne        | Martin Henriksson, Niklas Sundin | 2:44    |
| 2.  | „Zodijackyl Light”       | Stanne               | Sundin, Fredrik Johansson        | 3:59    |
| 3.  | „Hedon”                  | Sundin               | Henriksson, Sundin               | 5:37    |
| 4.  | „Scythe, Rage and Roses” | Stanne               | Henriksson                       | 2:33    |
| 5.  | „Constant”               | Stanne               | Sundin, Johansson                | 3:02    |
| 6.  | „Dissolution Factor Red” | Sundin, Stanne       | Johansson, Sundin                | 2:07    |
| 7.  | „Insanity's Crescendo”   | Stanne               | Henriksson, Johansson, Sundin    | 6:52    |
| 8.  | „Still Moving Sinews”    | Sundin, Stanne       | Sundin, Johansson                | 4:41    |
| 9.  | „Atom Heart 243.5”       | Sundin               | Sundin, Henriksson, Johansson    | 4:00    |
| 10. | „Tidal Tantrum”          | Stanne               | Johansson                        | 2:57    |
| 11. | „Tongues”                | Sundin               | Henriksson, Johansson, Sundin    | 4:53    |
| 12. | „The Mind’s I”           | utwór instrumentalny | Morgan Palm, Johansson           | 3:11    |
|     |                          |                      |                                  | 46:36   |

| Utwory dodatkowe | Utwory dodatkowe   | Utwory dodatkowe | Utwory dodatkowe      | Utwory dodatkowe |
| Nr               | Tytuł utworu       | Słowa            | Muzyka                | Długość          |
| ---------------- | ------------------ | ---------------- | --------------------- | ---------------- |
| 1.               | „Razorfever”       | Stanne           | Sundin, Anders Jivarp | 3:16             |
| 2.               | „Shadowlit Facade” | Stanne           | Johansson             | 3:25             |
| 3.               | „Archetype”        | Stanne           | Johansson i Nordström | 4:29             |
|                  |                    |                  |                       | 11:10            |

## Twórcy
Opracowane na podstawie materiału źródłowego.
| - Mikael Stanne – śpiew - Niklas Sundin – gitara - Fredrik Johansson – gitara, gitara akustyczna, perkusja (w utworze "The Mind’s I") - Martin Henriksson – gitara basowa, gitara akustyczna - Anders Jivarp – perkusja | - Fredrik Nordström – instrumenty klawiszowe, produkcja - Michael Nicklasson – wokal wspierający (w utworze "Zodijackyl Light") - Anders Fridén – wokal (w utworze "Hedon") - Sara Svensson – żeński wokal (w utworze "Insanity's Crescendo") - Kenneth Johansson – oprawa graficzna, zdjęcia |